# Морское купание (фильм, 1896)
«Морское купание» (фр. Baignade en mer) — немой короткометражный документальный фильм Жоржа Мельеса. Премьера состоялась во Франции 1896 года.

## Интересные факты
- Фильм считается первым в мире ремейком: на фильм братьев Люмьер «Морское купание».